# Ленинский (Новоленинское сельское поселение)
Ленинский — хутор в Тимашёвском районе Краснодарского края России.
Административный центр Новоленинского сельского поселения.

## Варианты названия
- Ленин,
- Ленина,
- Ново-Ленинский,
- Новоленинский[5].

## Географическое положение
Хутор находится в 8 км к северо-востоку от города Тимашёвска, на реке Бейсужёк Левый.

## История
Постановлением ВЦИК от 10 ноября 1937 г. переименован Рыково-Ленинский сельский совет Тимашевского района Краснодарского края в Ново-Ленинский сельский совет и его центр селение Рыково в хутор «Новый».

## Уличная сеть
| - Восточная ул. - Заречная ул. - Зелёный пер. - Комсомольская ул. - ул. Космонавтов - Красная ул. - Кубанская ул. - ул. Ленина - Луговая ул. - ул. Мира | - Молодёжная ул. - Набережная ул. - Пионерская ул. - Продольная ул. - Светлая ул. - Свободная ул. - Советская ул. - Степная ул. - Южный пер. |

## Население
| 2002 | 2010  |
| ---- | ----- |
| 1840 | ↗1845 |